# Новоатьялово
Новоатья́лово (рос. Новоатьялово) — село у складі Ялуторовського району Тюменської області, Росія.
Населення — 812 осіб (2010, 900 у 2002).
Національний склад станом на 2002 рік:
- татари — 91 %